# 象形文字
象形文字（しょうけいもじ）とは、ものの形をかたどって描かれた文字からなる文字体系で、絵文字からの発展によって生まれたと考えられている。絵文字と象形文字との最大の違いは、文字が単語に結びつくか否かにある。絵文字が文字と語の結びつきを欲せず、その物を必要としたものであるのに対し、象形文字は文が語に分析され、その語と文字とが一対の対応をなす表語文字の一種のことをいう。
象形文字では、文字はもっぱらそのかたどったものの意味を担うが、一般に表語文字では、それぞれの文字が具体的な事物にとどまらず語や形態素を表すことが多い（詳細は表語文字の項を参照）。しかし、漢字における仮借、ヒエログリフなどでの表音的使用など必ずしも象形文字の特徴と一致するわけではないものもまとめて象形文字と呼ぶことが多い。
このような意味での象形文字としては、漢字、ヒエログリフ、楔形文字、インダス文字、トンパ文字などがある。マヤ文字もこの一種であって頭字体と幾何体がある。暦の文字には、1を表す点（・）と5を表す横棒（－）の代わりに頭字体や幾何体を用いることがある。
日本においては、琉球王国時代の与那国島で使われていた帳簿記録用字であるカイダ文字などがある。